# エス・アイ・ルネス
株式会社エス・アイ・ルネス（エス・アイ・ルネス、英: SI RENACE CO., LTD.）は、大阪市中央区に本社を置く日本の建設コンサルタント会社。
建設コンサルタント事業のほか、信和ホールディングスグループ傘下のルネスマンション・フランチャイズ本部運営等を行っている。

## 概要
エス・アイ・ルネスとは、建築用語のスケルトン（S:躯体）とインフィル（I:内装/設備）が分離しているスケルトン・インフィル住宅の事を意味する。
また、ルネスとは、14世紀から16世紀にかけて起こった技術的革新のルネサンスからネーミングしたものであり、ルネス工法は、逆転の発想により、集合住宅における従来デッドスペースの床下に広大な有効空間を創出する工法。
居住空間と床下空間の1階2層方式にすることにより、専有面積を拡大することなく、空間の立体的な活用で生活空間面積の拡大を実現させます。
床下の自由空間をトランクルーム（収納）として利用するとともに、上下階の遮音性能アップ、部屋の広さ、採光性・通風性の改善につながっている。

## 沿革
- 1993年　会社設立
- 2015年10月　株式会社ダイフク・ルネス新規設立　大阪府大阪市西淀川御幣島3-2-11
- 2017年4月　株式会社エス・アイ・ルネスに商号名称変更
- 2017年5月　国内所在地の変更　東京都港区芝大門2-3-1　常泉ビル6F
- 2019年1月　株式会社エス・アイ・ビジネスソリューションを吸収合併
- 2022年3月　国内所在地の変更　大阪府大阪市中央区船場1-18-11SRビル長堀14F

## 事業内容
- スケルトン・インフィル住宅のルネスマンション建築フランチャイズ本部の運営
- ルネス工法・シンカ工法の特許保守管理・研究開発・技術調査・建築部材販売
- フランチャイズ加盟店向けマンション経営・営業、技術等の各種コンサルティング業務、建築サポート業務